# 2001 (Tokio Hotel)
2001 è il settimo album in studio del gruppo musicale tedesco Tokio Hotel, pubblicato il 18 novembre 2022 su etichetta Epic Records.

## Descrizione
L'album, il settimo disco in carriera della band tedesca, è stato pubblicato a distanza di cinque anni dal precedente progetto discografico Dream Machine (2017). Il titolo, la cover e la tracklist dell'album sono stati resi noti attraverso una live su YouTube il 19 luglio 2022.
Il titolo dell'album, 2001, fa riferimento all'anno in cui la band si è incontrata per la prima volta e ha iniziato la propria attività musicale.

## Accoglienza
Le reazioni della critica sono state contrastanti: Take To News, ad esempio, ha criticato l'album affermando "sembra un po' come se i Tokio Hotel si fossero arresi", mentre Frontstage Magazine ha elogiato l'album, definendolo "super ballabile e super ossessionante".

## Tracce
1. Durch den Monsun 2020 – 3:55 (Peter Hoffman, David Jost, Dave Roth, Patrick Benzner, Bill Kaulitz, Tom Kaulitz)
2. Him – 3:35 (Antonina Armato, Tim James, Bill Kaulitz, Tom Kaulitz)
3. White Lies (Vize & Tokio Hotel) – 3:04 (Bill Kaulitz, Tom Kaulitz, Vitali Zestovskih, Mark Becker, Leonie Burger, Claudio Marselli)
4. Ain’t Happy – 3:27 (Bill Kaulitz, Tom Kaulitz)
5. Just a Moment (feat. VVAVES) – 3:03 (Bill Kaulitz, Tom Kaulitz, Emma Sophia Rosen)
6. Hungover You – 3:33 (Bill Kaulitz, Tom Kaulitz)
7. Smells Like Summer (feat. ÁSDÍS) – 3:04 (Alexander Zuckowski, Bill Kaulitz, Tom Kaulitz, Daniel Flamm, Ásdís María Víðarsdóttir)
8. Happy People (feat. Daði Freyr) – 3:00 (Robin Grubert, Bill Kaulitz, Tom Kaulitz, Joe Walter, Pascal Kalli Reinhardt, Daði Freyr, Ásdís María Víðarsdóttir)
9. Here Comes the Night – 3:05 (Tom Kaulitz, Bill Kaulitz, Sophie Alexandra Tweed-Simmons)
10. Dreamer – 3:16 (Bill Kaulitz, Tom Kaulitz, Ásdís María Víðarsdóttir)
11. Runaway – 3:31 (Bill Kaulitz, Tom Kaulitz)
12. When We Were Younger – 2:40 (Bill Kaulitz, Tom Kaulitz, Tobias Kuhn)
13. Bad Love – 2:53 (Bill Kaulitz, Tom Kaulitz, Vitali Zestovskih, Mark Becker, Emma Sophia Rosen, Leonie Burger)
14. Another Lover – 3:58 (Bill Kaulitz, Tom Kaulitz, Emma Sophia Rosen)
15. Berlin (feat. VVAVES) – 3:25 (Bill Kaulitz, Tom Kaulitz, Emma Sophia Rosen)
16. Back to the Ocean – 3:49 (Bill Kaulitz, Tom Kaulitz)

## Formazione
- Bill Kaulitz
- Tom Kaulitz
- Georg Listing
- Gustav Schäfer

Collaborazioni
- Vimalavong
- Vize
- VVAVES
- ÁSDÍS
- Daði Freyr

## Classifiche
| Classifica (2022) | Posizione massima |
| ----------------- | ----------------- |
| Austria           | 45                |
| Belgio (Fiandre)  | 153               |
| Belgio (Vallonia) | 63                |
| Germania          | 10                |
| Svizzera          | 43                |